# Ksenia Soukhinova
Ksenia Vladimirovna Soukhinova (russe : Ксения Владимировна Сухинова et en anglais : Kseniya Sukhinova), née le 26 août 1987 à Nijnevartovsk (Russie), est un mannequin ayant été élu Miss Russie 2007 et Miss Monde 2008. Elle fut élue en décembre 2008 à Johannesbourg, en Afrique du Sud.
Elle mesure 1,78 m, est blonde, et a les yeux bleus.

## Biographie
Elle étudie à Tioumen, à l'Université du pétrole et du gaz.
Elle a déclaré lors d'une interview que, comme toutes les Miss Monde, elle se lancera dans la fondation d'une association caritative.
Après son année de règne en tant que Miss Monde, Soukhinova a entamé une carrière de mannequin.

## Parcours

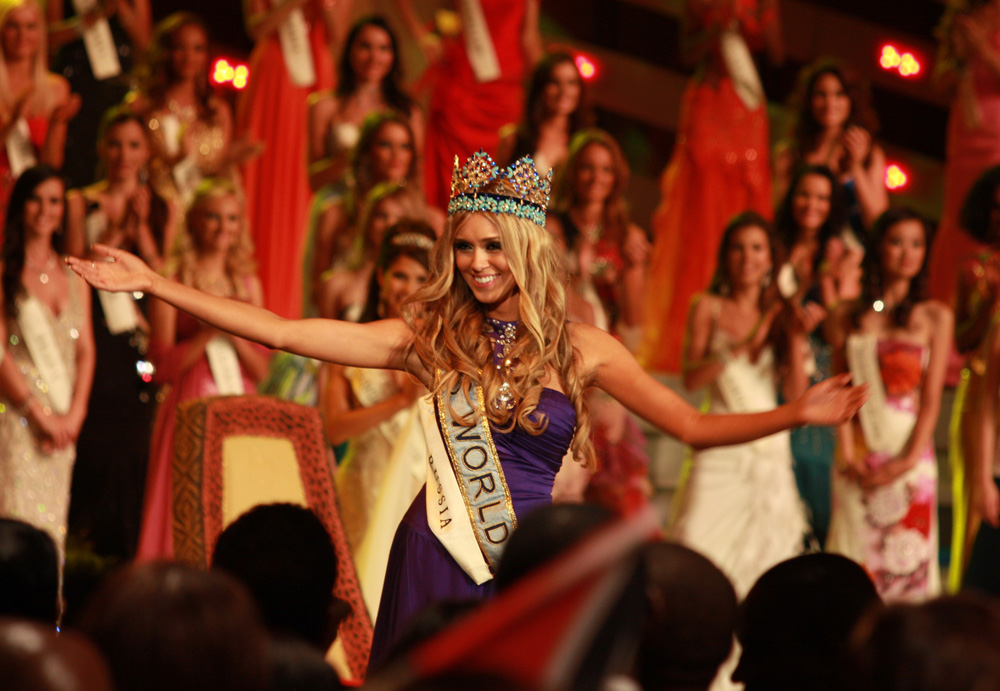
Miss Monde 2008, après son sacre, est acclamée par les autres Miss à Johannesbourg en Afrique du Sud, le soir de son élection.

- Miss Russie 2007[2]
- Miss Monde 2008